# The Fast Freight (film 1922)
The Fast Freight è un film muto del 1922 diretto da James Cruze. Conosciuto anche con i titoli Freight Prepaid,  Via Fast Freight, venne prodotto negli Stati Uniti, ma non fu mai distribuito sul mercato USA.

## Produzione
Il film fu prodotto dalla Famous Players-Lasky Corporation

## Distribuzione
Distribuito dalla Paramount Pictures, il film uscì nelle sale cinematografiche britanniche il 18 giugno 1922.